# Eophona migratoria
El picogordo chino (Eophona migratoria) es una especie de ave paseriforme de la familia Fringillidae propia de Asia Oriental.
Es un pájaro que mide de 15 a 18 cm de largo y pesa de 40 a 57 gramos. Es un pinzón de tamaño mediano similar en tamaño al picogordo pero con una cola bifurcada más larga.
El macho tiene la cabeza negra. Además, el ave es principalmente de color marrón grisáceo pálido. La espalda y la rabadilla son de color gris pálido, las coberteras superiores de la cola son blancas en la parte superior y negras en el extremo de la cola. Las alas son negras con puntas blancas en las plumas de las alas. La hembra carece de la cabeza negra y, por lo demás, es de un gris ligeramente más apagado. Ambos sexos tienen el pico amarillo.
El macho del picogordo japonés (Eophona personata) tiene menos negro en la cabeza, nada de naranja en los flancos y carece de la punta oscura del pico de la mayoría de los machos adultos de picogordo de pico amarillo.
Es un ave que vive en los bordes de bosques caducifolios naturales de robles, abedules, alisos y hayas, así como en huertas y parques, incluidos los parques de las grandes ciudades.

## Distribución y hábitat
El picogordo chino es un pájaro migratorio que se reproduce en el sureste de Rusia, las dos Coreas, y el norte y centro de China, y se desplaza al sur para pasar el invierno en Japón, el sur de China, el norte de Vietnam, Laos y Tailandia, Taiwán y el este de Birmania.

## Taxonomía
La especie consta de dos subespecies:
- Eophona migratoria migratoria (Hartert, 1903). Se distribuye en la región china de Machuria y en Corea del Norte.
- Eophona migratoria sowerbyi (Riley, 1915). Se distribuye por el este de China.